# Murter
Pour la municipalité, voir Murter-Kornati.
Murter est une île de la mer Adriatique située en Croatie. 

## Histoire
Murter-Kornati